# André Brochant de Villiers
Pour les articles homonymes, voir Brochant et Villiers.
André Jean Marie Brochant de Villiers, né le 6 août 1772 à Mantes-la-Ville et mort le 16 mai 1840 à Paris, est un géologue et minéralogiste français.

## Biographie
Il étudie à l'École des mines de Freiberg sous la direction d’Abraham Gottlob Werner, le père de la Géognosie. Reçu major à l'École polytechnique, les tribulations révolutionnaires ne lui permettent cependant pas de devenir polytechnicien. Élève de Sage à l'École des Mines, il devient successivement professeur de géologie, inspecteur général des mines (1834-1840) et, le 22 mai 1822, directeur de la manufacture des glaces de Saint-Gobain. Il est élu membre de l'Académie des sciences en 1816. On lui doit notamment une Description géologique de la France, écrite en collaboration avec Léonce Élie de Beaumont et Armand Dufrénoy, à laquelle il consacra vingt années de sa vie.
Il a été conseiller général du canton de Mantes (Seine-et-Oise).
Il est inhumé au cimetière du Père-Lachaise (41e division).
Dans le 17e arrondissement de Paris, la rue Brochant, dans laquelle naquit l'artiste Barbara, et la station de métro attenante, portent son nom.

## Publications
- Traité élémentaire de minéralogie, suivant les principes du professeur Werner, rédigé d'après plusieurs ouvrages allemands (2 volumes, 1800-1802)
- Traité abrégé de cristallographie (1818)
- Mémoires pour servir à une description géologique de la France, rédigés sous la direction de M. Brochant de Villiers par MM. Dufrénoy et Élie de Beaumont (4 volumes, 1830-1838)
- Carte géologique de la France exécutée sous la direction de Mr. Brochant de Villiers, Inspecteur général des Mines, par MM. Dufrénoy et Elie de Beaumont, Ingénieur des Mines (1870)

## Œuvres
Il a décrit plusieurs espèces minérales :
- antimoine gris (synonyme de stibine)
- azur de cuivre (synonyme d'azurite)
- la prase (synonyme de quartz prase)
- zéolithe lamelleuse (synonyme de stilbite)

Une espèce minérale lui est dédiée : la brochantite.